# Seznam brazilskih plavalcev
Seznam brazilskih plavalcev.

## A
- Brandonn Almeida
- Kaio de Almeida
- Rômulo Arantes

## B
- Gustavo Borges

## C
- Ademar Caballero
- Allan do Carmo
- Rodrigo Castro
- Jéssica Cavalheiro
- Tales Cerdeira
- Marcelo Chierighini
- César Cielo
- Leonardo Costa
- Ana Marcela Cunha

## D
- Leonardo de Deus
- Daiene Dias
- Ítalo Duarte

## F
- Teófilo Ferreira
- José Fiolo
- Eduardo Fischer
- Bruno Fratus

## G
- Maria Isabel Guerra
- Guilherme Guido
- Maria Guimarães

## H
- Graciele Herrmann

## J
- Carlos Jayme
- Paul Jouanneau
- João Gomes Júnior

## L
- Felipe Lima
- Luiz Lima
- João de Lucca
- Natalia de Luccas
- Manuella Lyrio

## M
- Marcos Macedo
- Djan Madruga
- Joanna Maranhão
- Henrique Martins
- Alexandre Massura
- Etiene Medeiros
- Luiz Altamir Melo
- Cristiano Michelena
- Fabíola Molina

## N
- Flávia Nadalutti
- Emanuel Nascimento

## O
- Poliana Okimoto
- Larissa Oliveira
- Nicolas Oliveira

## P
- Daynara de Paula
- Thiago Pereira
- Eduardo Piccinini

## R
- Renato Ramalho
- Rosemary Ribeiro
- Sérgio Pinto Ribeiro
- Mônica Rezende
- Henrique Rodrigues
- Rogério Romero

## S
- Nicholas Santos
- Fernando Scherer
- Felipe França Silva
- Fernando Silva
- Thiago Simon
- José Carlos Souza

## T
- André Teixeira
- Cristina Teixeira

## V
- Miguel Valente
- Edvaldo Valério